# かつらぎ町立笠田中学校
かつらぎ町立笠田中学校（かつらぎちょうりつ かせだちゅうがっこう）とは、和歌山県伊都郡かつらぎ町にある町立の中学校。

## 概要
かつらぎ町に2つある中学校の一つで、笠田、大谷、渋田、四郷など主にかつらぎ町の西側に位置する地域の中学生が通う中学校という位置づけである。
校舎の作りは鉄筋コンクリートの建物が二つあり、北側が教室、南側に職員室などを含む事務室がおかれている。
学区制が残っていた際は、笠田高校へほとんどの学生が進学するという状況であったが、学区制崩壊以降は、進学の自由が進んだ。ただし地理的な関係からやはり笠田高校に進学する生徒が多い。

## 沿革
- 1961年（昭和36年）かつらぎ町立笠田中学校、近隣中学校と合併して成立

## 所在地
和歌山県伊都郡かつらぎ町大字笠田東132番地

### アクセス
笠田駅から徒歩約10分

## 通学区域が隣接している学校
- かつらぎ町立妙寺中学校
- 九度山町立九度山中学校
- 高野町立高野山中学校
- （奈良県）野迫川村立野迫川小中学校
- 有田川町立八幡中学校
- 紀美野町立美里中学校
- 紀の川市立荒川中学校
- 紀の川市立那賀中学校
- （大阪府）岸和田市立山滝中学校
- （大阪府）河内長野市立西中学校